# Ломянки (гміна)
Гміна Ломянкі (пол. Gmina Łomianki) — місько-сільська гміна у центральній Польщі. Належить до Варшавський-Західного повіту Мазовецького воєводства.
Станом на 31 грудня 2011 у гміні проживало 24231 особа.

## Площа
Згідно з даними за 2007 рік площа гміни становила 38.06 км², у тому числі:
- орні землі: 51.00%
- ліси: 16.00%

Таким чином, площа гміни становить 7.14% площі повіту.

## Населення
Станом на 31 грудня 2011:
| Опис     | Загалом | Загалом | Чоловіки | Чоловіки | Жінки | Жінки |
| -------- | ------- | ------- | -------- | -------- | ----- | ----- |
| одиниця  | осіб    | %       | осіб     | %        | осіб  | %     |
| все      | 24231   | 100     | 11690    | 48.24    | 12541 | 51.76 |
| міське   | 16481   | 100     | 7861     | 47.70    | 8620  | 52.30 |
| сільське | 7750    | 100     | 3829     | 49.41    | 3921  | 50.59 |

## Сусідні гміни
Гміна Ломянкі межує з такими гмінами: Ізабелін, Чоснув, Яблонна.